# Chromobacterium violaceum
Chromobacterium violaceum es una bacteria anaerobia facultativa con forma de cocobacilo. Forma parte de la microbiota normal del agua y suelo de las regiones tropicales y subtropicales del mundo. Produce antibióticos naturales como la violaceína, que puede ser útil para el tratamiento de cáncer de colon y otros cánceres.
Crece fácilmente en agar nutritivo, es distintiva la producción de colonias convexas bajas lisas con un brillo metálico de color violeta oscuro (debido a la producción de violaceína). Su genoma completo fue publicado en 2003. Tiene la capacidad para descomponer petróleo contaminante de agua.

## Importancia médica

### Enfermedades
C. violaceum rara vez infecta al ser humano, pero cuando lo hace provoca lesiones en la piel, sepsis y abscesos hepáticos que pueden ser fatales. Puede confundirse con Burkholderia pseudomallei por muchos métodos de identificación comunes, sin embargo este último produce colonias grandes y arrugadas, además C. violaceum tiene un pigmento púrpura oscuro distintivo.
Ha sido descrito como causante de infección en gibones.

### Tratamiento
Como la infección causada por C. violaceum es rara, no hay ensayos clínicos para evaluar los diferentes tratamientos. Los antibióticos que se han utilizado con éxito incluyen pefloxacina, ciprofloxacina, amikacina, cotrimoxazol, cloranfenicol y tetraciclina.

### Producción de antibióticos
C. violaceum produce una serie de antibióticos naturales: 
- Aztreonam es un antibiótico monobactámico activo frente a bacterias aerobias gram-negativas, incluyendo Pseudomonas aeruginosa. Se comercializa como Azactam.
- Violaceína es activo contra las amebas y los tripanosomas.
- Aerocyanidin es activo contra organismos Gram-positivos.
- Aerocavin es activo contra organismos Gram-positivos y Gram-negativos.